# Kashozi
Kashozi est une localité et le site d'une mission catholique installée en Afrique orientale allemande en 1892, aujourd'hui en Tanzanie dans la région de Kagera. Elle se trouve à seize kilomètres au nord de Bukoba et dépend maintenant de la paroisse de Kiziba.

## Historique
C'est en décembre 1892, que Mgr Jean-Joseph Hirth (1854-1931), Père blanc originaire d'Alsace, fonde la mission après avoir fui avec une cinquantaine de convertis Bagandas la guerre du Buganda au début de l'année. Il y construit l'église Notre-Dame-des-Sept-Douleurs. La mission se trouve à seize kilomètres de la nouvelle localité de Bukoba construite par l'administration coloniale allemande. La mission s'appelle au début Marienberg.
Quand le vicariat apostolique du Victoria Nyanza méridional est érigé en 1894, avec Mgr Hirth à sa tête, Marienberg/Kashozi devient le siège épiscopal. Le Hollandais Joseph Sweens est nommé coadjuteur de Mgr Hirth à la fin de 1909 et arrive au vicariat à la mi-avril 1910. Il s'installe à Rubyia où il s'occupe spécialement du séminaire, tandis que Mgr Hirth demeure à Kashozi.
Le 12 décembre 1912, Mgr Sweens succède à Mgr Hirth qui, quant à lui, prend la tête du nouveau vicariat apostolique du Kivu formé à partir de territoires du vicariat apostolique du Victoria Nyanza méridional.
Les Sœurs missionnaires de Notre-Dame d'Afrique s'installent aussi ici et effectuent un grand travail d'aide à la promotion des femmes, spécialement au début auprès des anciennes esclaves. De 1928 à 1939, la mission accueille en moyenne quatre prêtres missionnaires résidents auxquels se joint un prêtre africain à partir de 1935. Le nombre des religieuses missionnaires passe de cinq à huit pendant la même période. Mais les religieuses africaines passent de seize à neuf. Il y a une moyenne de 11 600 baptêmes par an en 1938-1939, les mariages étant aux alentours de quatre-vingt dans les années 1930.
Kashozi possède une école secondaire.
Le cardinal Laurean Rugambwa (1912-1997), premier évêque catholique africain du Tanganyika (aujourd'hui Tanzanie), et premier cardinal africain, est enterré à Kashozi. En octobre 2012 pour le centenaire de sa naissance, son corps est exhumé et placé à la cathédrale Mater Misericordiæ de Bukoba au cours d'une cérémonie officielle en présence de dignitaires religieux et civils.

## Source
- (en) Cet article est partiellement ou en totalité issu de l’article de Wikipédia en anglais intitulé « Kashozi » (voir la liste des auteurs).